# Pintura flamenga (séculos XV e XVI)

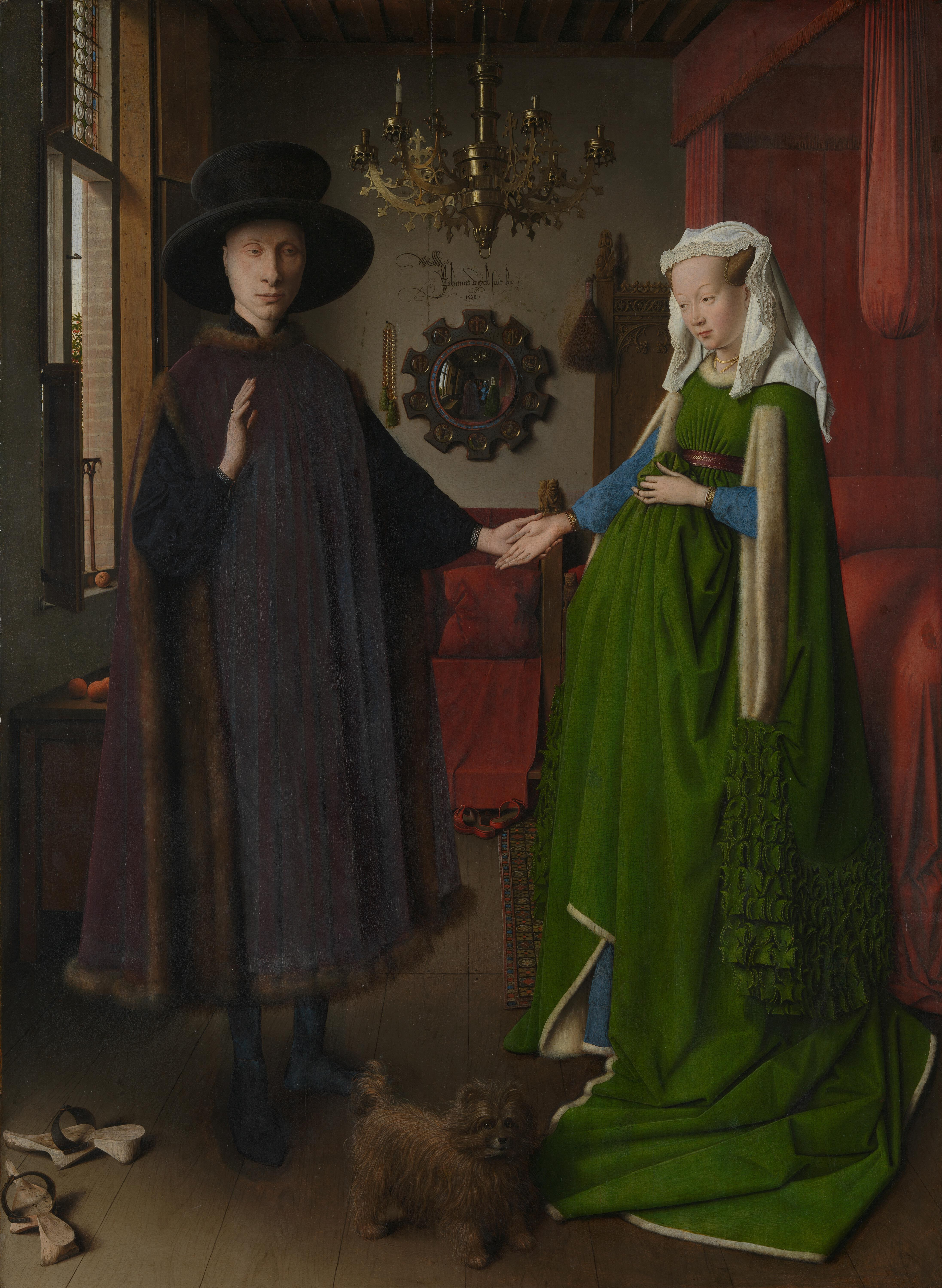
O Casal Arnolfini, de Jan van Eyck, National Gallery, Londres

O gótico flamengo se refere a um grupo de pintores, também chamados de primitivos flamengos que trabalharam principalmente no século XV e começo do século XVI, na época do chamado Renascimento nórdico, em cidades como Tournai, Bruges, Ghent e Bruxelas, onde hoje é a Bélgica (áreas dominadas então pelo Ducado da Borgonha e pela Casa de Habsburgo). A fase dos primitivos flamengos coincidiu com o ápice da influência dos Países Baixos no norte da Europa. Como consequência, muitas obras eram encomendadas aos ateliês do norte e vendidas por toda a Europa. Muitas obras foram destruídas nas ondas de iconoclastia dos séculos XVI e XVII. A autoria de outras é até hoje motivo de debates.   
Suas obras seguiram o gótico internacional, originando-se na tradição das iluminuras, começando com Jan Van Eyck e terminando com Gerard David. Eles incorporaram, ao mesmo tempo, o ápice da Idade Média e a transição para o Renascimento. Caracterizaram-se pela descrição minuciosa da natureza e pela iconografia e simbologia complexas em cenas religiosas ou pequenos retratos. Outra inovação dos pintores flamengos foi o uso da tinta a óleo, em substituição à têmpera, criando assim uma nova tradição na pintura.
Os pintores holandeses mais importantes foram: Robert Campin, Jan van Eyck, Rogier van der Weyden, Dieric Bouts, Petrus Christus, Hans Memling, Hugo van der Goes e Hieronymus Bosch. 

## Histórico
No século XV, o gótico internacional desenvolveu-se em duas vertentes: uma estava no sul da Europa, em Florença, e originou a Renascença italiana; a outra estava no norte, nos Países Baixos, 
que daria início à Renascença flamenga.
Durante os séculos XV e metade do século XVI, o Condado de Flandres (atualmente na Bélgica), e partes do que atualmente é a Holanda, estavam sob domínio, respectivamente, do Ducado da Borgonha e da Casa de Habsburgo. Muitos dos pintores da época não eram flamengos, mas foram trabalhar nas ricas cidades de Bruges e Gante, que eram centros de internacionais de comércio.

## Características
A nova forma de pintura que surgiu nos Países Baixos, no começo do século XV distinguia-se pelo realismo. Os pintores flamengos trouxeram o sagrado para o mundo real: pintaram cenários domésticos, em salas e quartos.
Acredita-se que Robert Campin foi um dos grandes inovadores setentrionais e professor de Rogier van der Weyden. Campin viveu e trabalhou em Tournai, que também fica em Flandres. Até aquela época, retratos tal como os entendemos já não existiam desde a Antiguidade. Pinturas que se assemelhavam a retratos cumpriam funções específicas, como, por exemplo, servir de registro de um acontecimento. Robert Campin foi o primeiro a lançar sobre as pessoas um novo olhar artístico, trazendo à luz a psicologia do retratado.
Jan van Eyck foi contemporâneo de Campin e uma das influências duradouras no século em que trabalhou. Foi ele que produziu  a detalhadíssima Adoração do Cordeiro Místico, ou Retábulo de Gand. Pintado em ambas as faces, trata-se do maior e mais complexo retábulo produzido nos Países Baixos no século XV. A obra ainda está em sua localização original, a catedral de São Bavão, em Gante. Ainda se debate sobre qual teria sido o papel de cada um dos irmãos Van Eyck (Jan e Hubert) na elaboração da obra. Os Van Eyck iniciaram a carreira como pintores de iluminuras. No entanto, o fator que mais distingue sua obra é o veículo que usavam: o óleo. Esse recurso já existia antes de Van Eyck, mas foram eles que, com a invenção, revolucionaram a aparência das pinturas. O Casamento dos Arnolfini (ou O Casal Arnolfini) é uma das obras que mais expressam essa nova forma de pintar. O quadro encontra-se hoje na National Gallery, em Londres.
O novo realismo dos Países Baixos começou a se disseminar na primeira década do século XV, e, por volta de 1450, essa influência já estava difundida no norte da Europa e até no Báltico e na Espanha. A emoção das obras góticas está presente na Pietà, do Mestre de Avignon e nos quadros de Petrus Christus, um pintor flamengo. Era seguidor de Jan van Eyck e Antonello da Messina.
Rogier van der Weyden é outro gigante da tradição setentrional. Foi aluno de Jan van Eyck e Robert Campin e tornou-se o mais influente artista norte-europeu da primeira metade do século XV. Iniciou a carreira relativamente tarde, aos trinta anos, mas alcançou muito sucesso. O êxito de suas obras na corte de Felipe, o Bom, duque da Borgonha, garantiu sua popularidade. Suas pinturas eram exportadas para vários países, até mesmo Castela, na Espanha, e Ferrara, na Itália.
Hugo van der Goes criou obras em escala surpreendentemente grande. Seu trabalho mais famoso, O Retábulo Portinari, que hoje se encontra nos Uffizi, em Florença, influenciaria muito na Itália, onde adornava a igreja do hospital de Santa Maria Nuova, ainda em Florença. O retábulo foi encomendado por Tomaso Portinari, um banqueiro que vivia em Bruges e era representante em Flandres da poderosa família Médici. O tríptico tinha quase seis metros de comprimento quando aberto.
A força da obra de Van der Goes está ausente na de outros artistas flamengos, como Gerard David e Hans Memling. Este último foi treinado no ateliê de Van der Weyden, mas também mostra influências de Dirck Bouts, um dos discípulos de Jan van Eyck. Memling estabeleceu-se em Bruges, Flandres, e foi ali que viveu e trabalhou, tornando-se um dos cidadãos mais ricos da cidade. Já Bouts executou a maior parte de suas obras em Louvain, Flandres, onde foi designado o pintor oficial da cidade.

## Lista de pintores
- Aelbrecht Bouts
- Albert van Ouwater
- Ambrosius Benson
- Antônio Mouro
- Barthélemy d'Eyck
- Bernaert van Orley
- Carel Van Mander
- Cornelis Engebrechtsz
- Dirck Barendsz
- Dirk Bouts
- Erhard Reuwich
- Geertgen tot Sint Jans
- Gerard David
- Hans Memling
- Henri Bellechose
- Herri met de Bles
- Hieronymus Bosch
- Hubert van Eyck
- Hugo van der Goes
- Irmãos Limbourg
- Jacob Cornelisz
- Jacob de Backer
- Jacob van Utrecht
- Jacques Daret
- Jan Joest van Calcar
- Jan Mostaert
- Jan Provoost
- Jan van Dornicke
- Jan van Eyck
- Jan Vermeyen
- Jean de Beaumetz
- Jean Hey
- Jean Malouel
- Jehan Bellegambe
- Joachim Patinir
- Joos van Cleve
- Joos van Wassenhove, também chamado Justus de Ghent
- Josse Lieferinxe
- Juan de Flandes
- Justus van Gent
- Lambert Lombard
- Lucas Horenbout
- Lucas van Leyden
- Mabuse
- Melchior Broederlam
- Mestre de James IV da Escócia
- Mestre de Moulins, às vezes identificado como Jean Hey
- Mestre de Saint Giles
- Mestre do Altar de Bartholomäus
- Mestre dos Livros de Oração de 1500
- Michael Sittow
- Michiel Coxie
- Petrus Christus
- Pieter Coecke van Aelst
- Quentin Matsys
- Robert Campin, também chamado Mestre de Flemalle
- Rogier van der Weyden
- Simon Bening
- Simon Marmion.

## Locais de visitação
- Biblioteca Britânica
- Biblioteca Nacional da França, em Paris
- Metropolitan Museum of Art, em Nova York
- Museu de Arte Sacra do Funchal, na Madeira
- Museu da História da Arte, em Viena
- Museu do Prado, em Madrid
- Museu Thyssen-Bornemisza, em Madri
- Museus Reais de Belas-Artes da Bélgica
- Rijksmuseum, em Amsterdam